# Micrutalis balteata
Micrutalis balteata är en insektsart som beskrevs av Leon Fairmaire. Micrutalis balteata ingår i släktet Micrutalis och familjen hornstritar. Inga underarter finns listade i Catalogue of Life.